# Bernhard Andrén
Bernhard Emanuel Andrén, född den 6 juli 1869 i Asarums församling, Blekinge län, död den 13 april 1945 i Jönköping, var en svensk militär. Han var son till Olof Andrén.
Andrén blev underlöjtnant vid Göta artilleriregemente 1890, löjtnant vid Andra Göta artilleriregemente 1895, kapten vid Smålands artilleriregemente 1903, major vid Vendes artilleriregemente 1913 samt överstelöjtnant i armén 1916 och vid Boden-Karlsborgs artilleriregemente 1917. Han blev chef för Karlsborgs artillerikår 1920, befordrades till överste i armén 1922 och övergick som sådan till västra arméfördelningens reserv 1925. Andrén blev riddare av Svärdsorden 1911 och kommendör av andra klassen av samma orden 1925. Han vilar på Ljungarums kyrkogård.